# Trójkąt indyjski
Trójkąt indyjski – trójkąt o długościach boków wymiernych i o stosunkach długości boków 13:14:15. Jest to trójkąt wymierny średnioboczny.